# Draha (Dolnooharská tabule)
Draha (355 m n. m.) je vrch v okrese Louny Ústeckého kraje. Leží asi 1,5 km vsv. od obce Zbrašín, vrcholem na katastrálním území Zbrašína, severovýchodními svahy na území obce Líšťany.

## Geomorfologické zařazení
Geomorfologicky vrch náleží do celku Dolnooharská tabule, podcelku Hazmburská tabule, okrsku Lounská pahorkatina a podokrsku Zbrašínská pahorkatina.